# Dansk Svineproduktion
Dansk Svineproduktion er en faglig organisation for de danske svineproducenter. Den er nedsat af Danske Slagterier, Dansk Landbrug og foreningen Danske Svineproducenter. Organisationen, der ledes af en bestyrelse bestående af 11 medlemmer, har ansvaret for de landsdækkende forsøgs- og udviklingsopgaver vedrørende den levende gris samt formidling af den indsamlede viden. 
Organisationens opgaver er opdelt i følgende områder:
- Ledelse og Koordinering
- Avl og Opformering
- Ernæring og Reproduktion
- Stalde og Produktionssystemer
- Veterinær Forskning og Rådgivning
- Dansk Landbrugsrådgivning, Svin

Fra 2009 indgår Dansk Svineproduktion i interesseorganisationen Landbrug & Fødevarer.

## Ekstern henvisning
- Dansk Svineproduktion